# Erbario di Ferdinando Bassi
L'Erbario di Ferdinando Bassi fa parte delle collezioni conservate all'interno dell'Erbario dell'Università di Bologna. L'erbario consta di 62 pacchi, 59 dei quali contengono fanerogame. Nel complesso esso raccoglie 4291 diverse specie suddivise in 1084 generi. I campioni sono liberi all'interno delle cartelle che li contengono, e sono spesso accompagnati da più di un cartellino. In alcuni casi si trovano delle annotazioni di Antonio Bertoloni, nei casi in cui egli abbia fatto riferimento a questi campioni nella sua Flora Italica.
Nel 2007 sono stati ritrovati all'interno dell'erbario cinque campioni inviati da Linneo a Bassi.